# أندي فيرث
أندي فيرث (بالإنجليزية: Andy Firth)‏ هو لاعب كرة قدم بريطاني في مركز حراسة المرمى، ولد في 26 سبتمبر 1996 في ريبون في المملكة المتحدة. لعب مع نادي بارو ونادي رينجرز ونادي ليفربول ونادي ويتون ألبيون.

## وصلات خارجية
- أندي فيرث على موقع الاتحاد الأوربي (الإنجليزية)
- أندي فيرث على موقع قاعدة بيانات كرة القدم.إي يو (الإنجليزية)
- أندي فيرث على موقع Soccerbase.com (لاعب) (الإنجليزية)
- أندي فيرث على موقع Soccerway.com (الإنجليزية)